# National League (Belgien)
Die National League Division 1 ist die zweithöchste Eishockeyliga in Belgien. Einzig die belgisch-niederländische BeNe League steht über der National League Division 1. Neben zehn belgischen Klubs nimmt mit dem IHC Beaufort seit 2016 auch eine Mannschaft aus Luxemburg an der Liga teil.

## Teilnehmer 2018/19
- Bulldogs Liège
- Chiefs Leuven
- Charleroi Red Roosters
- Cold Play Sharks Mechelen
- HYC Comback Herentals
- HYC Toekomst Herentals
- IHC Beaufort Knights ()
- Jets Gullegem
- Olympia Heist op den Berg
- Phantoms Antwerp
- Turnhout Tigers